# 昆士蘭雙線䲁
昆士蘭雙線䲁（學名：Enneapterygius clea），為輻鰭魚綱䲁形目三鰭䲁科雙線䲁屬的一個種，分布於西太平洋澳洲昆士蘭海域，深度4至24公尺，本魚體型小呈圓柱狀，身體呈黃橙色，帶有紅色條紋，魚鰭呈橙色，眼睛呈藍灰色。雄魚的頭和尾巴是黑色，雌魚則無，背鰭3個，體長可達3.2公分，棲息在岩礁區，雌魚產附著性卵在藻類築的巢，雄魚會守護卵，幼魚為浮游性，生活習性不明。